# هیرومی یاماموتو
هیرومی یاماموتو (انگلیسی: Hiromi Yamamoto؛ زادهٔ ۲۱ آوریل ۱۹۷۰) اسکیت‌باز سرعت اهل ژاپن است.